# Jean-Luc Dehaene
Jean Luc Joseph Marie Dehaene (wym. [ʒɑ̃:ˈlʏk dəˈɦa:nə]ⓘ; ur. 7 sierpnia 1940 w Montpellier, zm. 15 maja 2014 w Quimper) – belgijski i flamandzki polityk, parlamentarzysta krajowy, minister, premier Belgii w latach 1992–1999, poseł do Parlamentu Europejskiego VI i VII kadencji.

## Życiorys

### Działalność do 1992
Z wykształcenia prawnik, uzyskał doktorat na Katolickim Uniwersytecie w Leuven. Działał w organizacji skautowskiej i związku zawodowym związanym z chadekami. Od 1972 do 1982 pracował w administracji państwowej jako członek gabinetów politycznych w różnych ministerstwach.
Od 1972 zasiadał we władzach krajowych chadeckiej partii PSC-CVP, a po jej podziale we władzach flamandzkiej Chrześcijańskiej Partii Ludowej (przekształconej później w ugrupowanie pod nazwą Chrześcijańscy Demokraci i Flamandowie).
Sprawował mandat senatora (1982–1987 i ponownie od 1995 do 2000), a także posła do Izby Reprezentantów (1987–1995). Był ministrem spraw społecznych i reform instytucjonalnych (od 1981 do 1987), a w okresie 1988–1992 wicepremierem oraz ministrem transportu.

### Premier Belgii
W 1992, po niepowodzeniu prób Guy Verhofstadta i Melchiora Watheleta, udało mu się sformować koalicję rządzącą złożoną z chrześcijańskich demokratów i socjalistów. Pierwszy przez niego kierowany rząd doprowadził do przekształcenia Belgii w federację. W 1993 złożył królowi ostatecznie niezrealizowaną rezygnację swojego gabinetu z powodu zróżnicowanych poglądów na finanse publiczne. Po śmierci króla Baldwina I jego rząd wykonywał funkcję głowy państwa aż do zaprzysiężenia księcia Alberta jako Alberta II dziewięć dni później. W 1994 zarządził wycofanie belgijskich wojsk z Rwandy. Był jednym z kandydatów na następcę Jacques’a Delorsa na stanowisku przewodniczącego Komisji Europejskiej, jego nominację zablokował jednak brytyjski premier John Major.
Drugi rząd Jean-Luka Dehaene, działający od 1995, również składał się z chrześcijańskich demokratów i socjalistów. Gabinet ten przetrwał całą kadencję, jednak na jego pozycję i notowania partii koalicyjnych negatywnie wpłynęły sprawa Marca Dutroux i skandal dotyczący skażonej żywności.

### Działalność od 1999
Po wyborach Guy Verhofstadt sformował pierwszy od 1958 belgijski rząd, w którym nie znaleźli się chrześcijańscy demokraci. Jean-Luc Dehaene pozostał senatorem do 2000, następnie przez sześć lat sprawował urząd burmistrza Vilvoorde. Od 2001 do 2003 był także wiceprzewodniczącym Konwentu Unii Europejskiej.
W 2003 ponownie kandydował w wyborach krajowych dla wsparcia swojego ugrupowania z ostatniego miejsca na liście partyjnej. W wyborach w 2004 uzyskał mandat deputowanego do Parlamentu Europejskiego. W 2007 angażował się w rozmowy koalicyjne nad powołaniem nowego gabinetu, w 2008 stanął na czele instytucji finansowej Dexia.
W wyborach europejskich w 2009 uzyskał reelekcję. Został członkiem grupy Europejskiej Partii Ludowej i wiceprzewodniczącym Komisji Budżetowej w PE VII kadencji.

## Skład rządów

### Pierwszy rząd (1992–1995)
- premier: Jean-Luc Dehaene (CVP)[3]
- wicepremier, minister transportu i przedsiębiorstw publicznych: Guy Coëme (PS, do 1994), Elio Di Rupo (PS, od 1994)
- wicepremier, minister spraw zagranicznych: Willy Claes (SP, do 1994), Frank Vandenbroucke (SP, 1994–1995), Erik Derycke (SP, od 1995)
- wicepremier, minister sprawiedliwości i spraw gospodarczych: Melchior Wathelet (PSC)
- minister finansów: Philippe Maystadt (PSC)
- minister spraw społecznych: Philippe Moureaux (PS, do 1993), Bernard Anselme (PS, 1993–1994), Magda De Galan (PS, od 1994)
- minister nauki: Jean-Maurice Dehousse (PS, do 1994), Michel Daerden (PS, od 1994)
- minister handlu zagranicznego i spraw europejskich: Robert Urbain (PS)
- minister emerytur: Freddy Willockx (SP, do 1994), Marcel Colla (SP, od 1994)
- minister spraw wewnętrznych i służb publicznych: Louis Tobback (SP, do 1994), Johan Vande Lanotte (SP, od 1994)
- minister pracy: Miet Smet (CVP)
- minister rolnictwa oraz małej i średniej przedsiębiorczości: André Bourgeois (CVP)
- minister obrony: Leo Delcroix (CVP, do 1994), Karel Pinxten (CVP, od 1994)
- minister zdrowia publicznego, środowiska i integracji społecznej: Laurette Onkelinx (PS, do 1994), Jacques Santkin (PS, od 1994)
- minister budżetu: Mieke Offeciers-Van De Wiele (CVP, do 1993), Herman Van Rompuy (CVP, od 1993)

### Drugi rząd (1995–1999)
- premier: Jean-Luc Dehaene (CVP)[4]
- wicepremier: Elio Di Rupo (PS), Johan Vande Lanotte (SP, do 1998), Louis Tobback (SP, 1998), Luc Van den Bossche (SP, od 1998), Melchior Wathelet (PSC, do 1995), Philippe Maystadt (PSC, 1995–1998), Jean-Pol Poncelet (PSC, od 1998), Herman Van Rompuy (CVP)
- minister gospodarki i telekomunikacji (od 1998 również handlu zagranicznego): Elio Di Rupo (PS)
- minister spraw wewnętrznych (od 1999 również zdrowia): Johan Vande Lanotte (SP, do 1998), Louis Tobback (SP, 1998), Luc Van den Bossche (SP, od 1998)
- minister obrony (od 1998 również energii): Melchior Wathelet (PSC, do 1995), Jean-Pol Poncelet (PSC, od 1995)
- minister budżetu (od 1999 również rolnictwa oraz małej i średniej przedsiębiorczości): Herman Van Rompuy (CVP)
- minister finansów (do 1998 również handlu zagranicznego): Philippe Maystadt (PSC, do 1998), Jean-Jacques Viseur (PSC, od 1998)
- minister nauki: Yvan Ylieff (PS)
- minister zdrowia i emerytur: Marcel Colla (SP, do 1999)
- minister emerytur, bezpieczeństwa społecznego, integracji społecznej i środowiska: Jan Peeters (SP, od 1999)
- minister spraw zagranicznych: Erik Derycke (SP)
- minister pracy: Miet Smet (CVP)
- minister spraw społecznych: Magda De Galan (PS)
- minister rolnictwa oraz małej i średniej przedsiębiorczości: Karel Pinxten (CVP, do 1999)
- minister transportu: Michel Daerden (PS)
- minister sprawiedliwości: Stefaan De Clerck (CVP, do 1998), Tony Van Parys (CVP, od 1998)
- minister służb publicznych: André Flahaut (PS)
- minister współpracy na rzecz rozwoju: Reginald Moreels (CVP, od 1999)